# ラバー・マジェール
ラバー・マジェール（رابح ماجر, Rabah Madjer、1958年2月15日 - ）は、アルジェリア出身のサッカー選手、サッカー指導者。アルジェリアサッカー史上最も偉大な選手とされる。ヒールキックが得意であったため、タロンナード（Talonnade＝踵の魔術師）と呼ばれた。

## 来歴
アルジェリア代表として1978年から1992年までの14年間プレーし、1982年と1986年のワールドカップに出場した。87試合で40得点を挙げ、アルジェリア代表での最多得点者になっている。
地元クラブやフランスのクラブを経て、FCポルトに移籍。1986/87シーズンのUEFAチャンピオンズカップ決勝のバイエルン・ミュンヘン戦では、ヒールキックのゴールを決めて同点とし、直後に決勝点をアシスト、1ゴール1アシストの活躍で優勝に貢献。この活躍から同年のアフリカ年間最優秀選手賞に輝いている。
1987/88シーズン、トヨタカップのペニャロール戦では相手GKが前に出ているのを見て、巧みなループシュートで決勝ゴールを決め、優勝をもたらし、大会MVPを獲得、ポルトガルリーグでも優勝。その後バレンシアCFを経てポルトに戻り、1990/91シーズンを最後に引退した。引退後は監督の道に進み、アルジェリア代表監督にもなった。
2009年現在はUEFAトロフィーツアー親善大使に就任している。

## 選手経歴
- オナレ・フセイン・デイ 1972-1973
- NAフセイン・デイ 1973-1983
- ラシン・パリ 1983-1985
- トゥールFC 1985

- FCポルト 1985-1988
- バレンシアCF 1988
- FCポルト 1988-1991

## 指導経歴
- アルジェリア代表: 監督 1993-1994
- アル・ワクラSC: 監督 1998-1999
- アルジェリア代表: 監督 1999-2002
- アルジェリア代表: 監督 2017-2018